# Baba Gurgur
Baba Gurgur (en kurde بابا كركر « le père des flammes » ; en arabe : النار الازلية ; « feu éternel ») est un gisement pétrolier de notoriété historique situé à côté de Kirkouk dans le Kurdistan irakien. 
Baba Gurgur est situé au milieu de ses champs pétrolifères irakiens et on estime qu'il brûle depuis plus de 4000 ans. En effet, parmi les descriptions les plus anciennes comptent celles  décrit en leur temps par Hérodote (vers 484-425 av. J.-C.) et  Plutarque (vers 46-vers 125 av. J.-C.). Certains historiens pensent qu'il pourrait s'agir de la fournaise ardente du Livre de Daniel, de l'Ancien Testament, dans laquelle le roi Nabuchodonosor (630-562 av. J.-C.), roi de Babylone, jette trois Juifs ayant refusé d'adorer son idole d'or. 
Jusqu'avant l'exploitation des champs pétrolifères, la chaleur du site était utilisée par les bergers pour réchauffer leurs troupeaux en hiver et traditionnellement les femmes désireuses d'enfanter d'un garçon se rendaient à Baba Gurgur. Cette pratique ancienne remonte probablement à l'époque du culte du feu,.
Redécouvert le 15 octobre 1927, il a été considéré comme le plus grand gisement pétrolifère du monde jusqu'à la découverte du champ de Ghawar en Arabie saoudite en 1948.